# Isolée

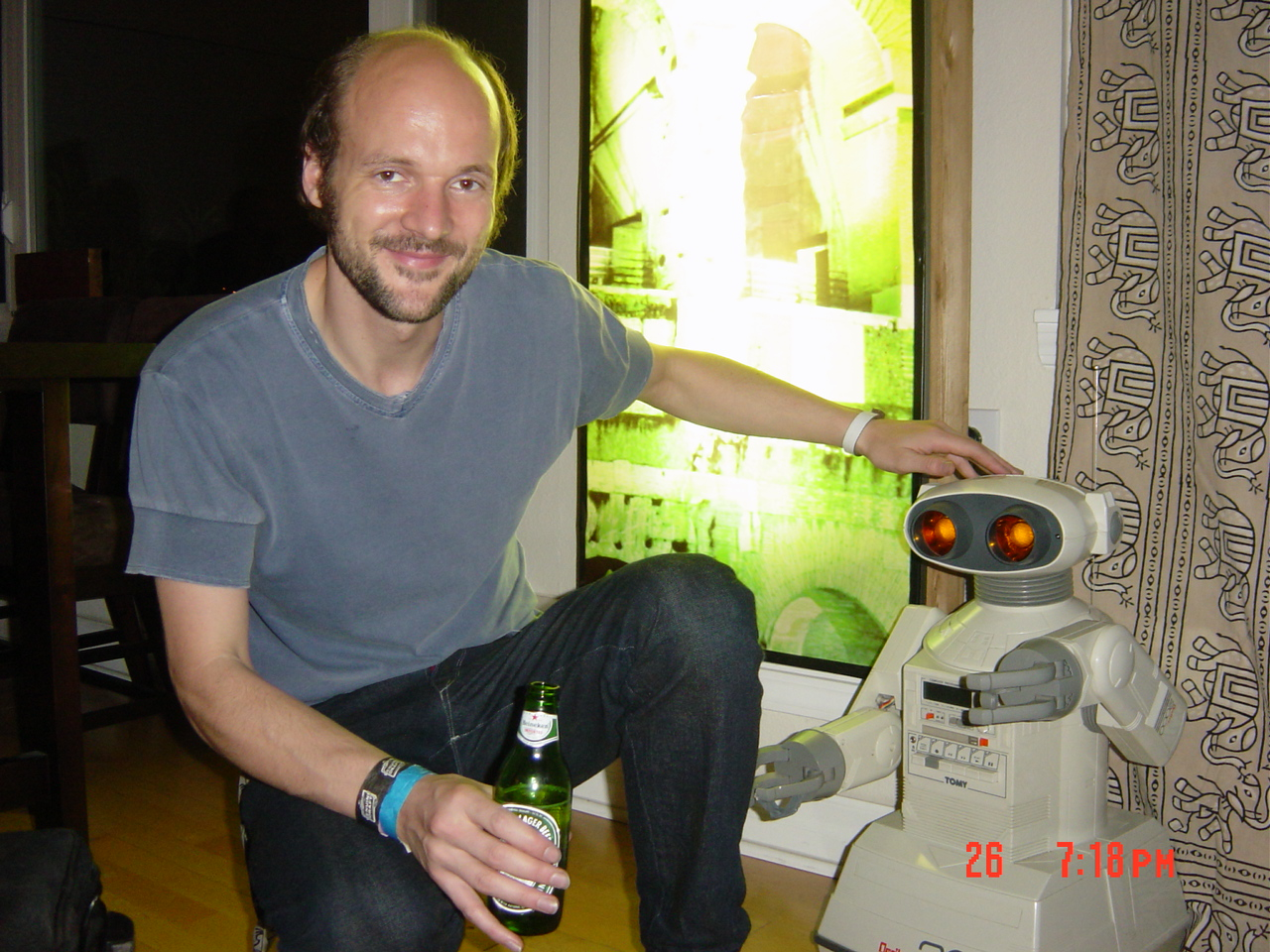
Isolée (2005)

Isolée (* in Frankfurt am Main als Rajko Müller) ist ein deutscher Microhouse-Musiker.

## Leben und musikalischer Werdegang
Rajko Müller wurde in Frankfurt am Main geboren, lebte jedoch im Alter von sieben bis zwölf mit seiner Familie in Algerien, wo er eine französische Grundschule besuchte. Zu dieser Zeit bekam Müller eine altmodische Heimorgel von seinen Eltern zu Weihnachten geschenkt, mit der er gemeinsam mit einem Schulfreund Synthie-Pop-Stücke produzierte. Daraufhin entschieden sie sich dazu, einen Synthesizer, einen Drumcomputer und Sequenzer zu erwerben.
Müller entfernte sich Ende der 1980er-Jahre vom Synthie-Pop und der Electronic Body Music, um sich dem Rock- und Independentgenre zuzuwenden. Müllers Freundeskreis weckte in den frühen 1990er-Jahren sein Interesse an House, Hip-Hop und Techno, was ihn schließlich dazu bewog, erneut elektronische Musik aufzunehmen. Er gab seinem Freund und DJ Andreas Baumecker, Inhaber des Labels Freundinnen records, welcher zusammen mit Mitarbeitern des Labels Playhouse Records in einem Plattenladen arbeitete, ein Demo-Mixtape.
Daraufhin erschienen Müllers erste Werke unter dem Namen Isolée auf dem Musiklabel Playhouse im Jahr 1996. Einem größeren Hörerkreis wurde er 1998 mit seiner Single Beau Mot Plage bekannt. Sein erstes Album Rest erschien im Jahr 2000 ebenfalls auf Playhouse. Sein 2005 erschienenes Album We Are Monster wurde bei Metacritic als drittbestes Album des Jahres gelistet.

## Diskografie

### Alben
- 2000: Rest (Playhouse)
- 2005: We Are Monster (Playhouse)
- 2011: Well Spent Youth (Pampa Records)
- 2023: Resort Island (Resort Island)

### Singles und EPs
- 1996: System (Playhouse)
- 1997: Raum Einz (Playhouse)
- 1998: Beau Mot Plage (Playhouse)
- 1998: Initiate (Playhouse)
- 1998: Western Store (Playhouse)
- 1999: I Owe You (Playhouse)
- 2002: It's About (Freundinnen)
- 2003: Can't Sleep All Night (Playhouse)
- 2003: Brazil.com (Classic)
- 2006: Hermelin (Playhouse)
- 2006: The Western Edits Pt. 1 (Playhouse)
- 2006: The Western Edits Pt. 2 (Playhouse)
- 2009: October Nightingale EP (Diynamic Music)
- 2009: Albacares (Mule Electronic)
- 2010: The Fantastic Researches Of Yushin Maru (Dial)
- 2013: Allowance (Pampa Records)
- 2013: Dennis (Tamed Musiq)
- 2015: Floripa (Pampa Records)
- 2017: Mangroove (Maeve)
- 2019: Ginster (Mule Music)
- 2020: Candy Apple Red (Maeve)
- 2023: Rumour (Resort Island)